# Tofilau Eti Alesana
Tofilau Eti Alesana, né Aualamalefalelima Alesana, né le 4 juin 1924 à Tutuila (Samoa américaines) et mort le 19 mars 1999, est homme politique samoan. À l'âge de 24 ans, il devient chef de clan.

## Biographie
En 1957, il est élu au Conseil législatif, et en 1958 il devient ministre de la Santé. Il participe à la rédaction de la Constitution pour le nouvel État indépendant des Samoa-Occidentales. Alesana aide à former le Parti pour la protection des droits de l'homme qui arrive au pouvoir en 1982. Alesana est Premier ministre pour la première fois de 1982 à 1985, quand il est destitué par le Parlement avec l'aide de membres mécontents de son parti. Il reprend le contrôle du parti en 1988 et redevient premier ministre, son parti ayant obtenu une majorité des 2⁄3 des sièges au Parlement. En 1997, son gouvernement rebaptise le pays en « Samoa » au lieu de « Samoa-Occidentales » précédemment.
Alesana commence à souffrir de problèmes de santé dans les années 1990, et démissionne finalement en novembre 1998, mais reste membre du Cabinet comme ministre sans portefeuille, jusqu'à sa mort dans la capitale, Apia. Son parti détient toujours le pouvoir. Alesana est aussi ministre des Affaires étrangères de Samoa de 1984 à 1985 et de 1988 à 1998.
Tofilau est le premier d'une famille politique de premier plan dans les deux Samoa. Il est l'oncle de l'ancien gouverneur des Samoa américaines, Tauese Pita Alesana ainsi que l'ancien représentant au Congrès américain Fofo Sunia, l'actuel lieutenant-gouverneur des Samoa américaines, ASR Aitofele Sunia et l'actuel représentant au Congrès pour les Samoa américaines, Eni Hunkin. 
Le 6 juillet 1994, il est nommé compagnon honoraire de l'ordre d'Australie, pour « services éminents rendus aux relations entre l'Australie et les Samoa occidentales et aux relations multilatérales du Pacifique Sud.